# Forum de la justice
Le Forum de la justice ((Justice Forum) est un parti politique de l'Ouganda, dirigé par Asuman Basalirwa. Il est également désigné par l’acronyme JEEMA (« Justice, education, economic revitalization, morality and African unity », en français « justice, éducation, revitalisation économique, moralité et unité africaine »).
Aux élections générales du 23 février 2006, le parti a gagné un des 289 sièges élus.